# Карібу (округ, Айдахо)
Шаблон:StateAbbr_ 42°46′ пн. ш. 111°33′ зх. д. / 42.76° пн. ш. 111.55° зх. д.
Округ  Карібу (англ. Caribou County) — округ (графство) у штаті  Айдахо, США. Ідентифікатор округу 16029.

## Історія
Округ утворений 1919 року.

## Демографія
За даними перепису 
2000 року 
загальне населення округу становило 7304 осіб, зокрема міського населення було 3035, а сільського — 4269.
Серед мешканців округу чоловіків було 3638, а жінок — 3666. В окрузі було 2560 домогосподарств, 1978 родин, які мешкали в 3188 будинках.
Середній розмір родини становив 3,29.
Віковий розподіл населення поданий у таблиці:
| Стать    | До 15 років | 15-21 | 22-29 | 30-39 | 40-49 | 50-65 | 65-85 | Понад 85 |
| -------- | ----------- | ----- | ----- | ----- | ----- | ----- | ----- | -------- |
| Чоловіки | 917         | 434   | 303   | 425   | 578   | 553   | 390   | 38       |
| Жінки    | 912         | 413   | 285   | 449   | 523   | 518   | 472   | 94       |

## Суміжні округи
- Бонневілл — північ
- Лінкольн, Вайомінґ — схід
- Бер-Лейк — південь
- Франклін — південь
- Беннок — захід
- Бінггем — північний захід

## Виноски
1. ↑  (unspecified title) — Москва: ВИНИТИ РАН, 1964. — С. 40. — 235 с.
2. ↑  U.S. Decennial Census. United States Census Bureau. Архів оригіналу за 26 квітня 2015. Процитовано 28 червня 2014.
3. ↑  Historical Census Browser. University of Virginia Library. Архів оригіналу за 30 травня 2019. Процитовано 28 червня 2014.
4. ↑  Population of Counties by Decennial Census: 1900 to 1990. United States Census Bureau. Архів оригіналу за 30 жовтня 2014. Процитовано 28 червня 2014.
5. ↑  Census 2000 PHC-T-4. Ranking Tables for Counties: 1990 and 2000 (PDF). United States Census Bureau. Архів оригіналу (PDF) за 18 грудня 2014. Процитовано 28 червня 2014.
6. ↑  State & County QuickFacts. United States Census Bureau. Архів оригіналу за 5 вересня 2015. Процитовано 28 червня 2014.(англ.) Наведено за англійською вікіпедією.
7. ↑  American FactFinder. Бюро перепису населення США. Архів оригіналу за 29 липня 2011. Процитовано 31 січня 2008.

| США | Це незавершена стаття з географії США. Ви можете допомогти проєкту, виправивши або дописавши її. |